# Gastrotheca walkeri
Espèce
Statut de conservation UICN

 DD  : Données insuffisantes
Gastrotheca walkeri est une espèce d'amphibiens de la famille des Hemiphractidae.

## Répartition
Cette espèce est endémique du Venezuela. Elle se rencontre dans les États d'Aragua et de Yaracuy de 650 à 1 200 m d'altitude dans la cordillère de la Costa.

## Description
Les mâles mesurent jusqu'à 47,3 mm et les femelles jusqu'à 70,1 mm.

## Étymologie
Cette espèce est nommée en l'honneur de Charles Frederic Walker (1904–1979).

## Publication originale
- Duellman, 1980 : A new species of marsupial frog (Hylidae: Gastrotheca) from Venezuela. Occasional Papers of the Museum of Zoology University of Michigan, no 690, p. 1-7 (texte intégral).